# Rue de Tunis
La rue de Tunis est une voie du 11e arrondissement de Paris, en France.

## Situation et accès
La rue de Tunis est une voie publique située dans le 11e arrondissement de Paris. Elle débute au 7, place de la Nation et se termine au 92, rue de Montreuil.

## Origine du nom
Cette rue porte ce nom à cause du voisinage de la statue de Saint Louis érigée sur la place de la Nation par Claude-Nicolas Ledoux. C'est à Tunis que Louis IX, revenant de la 8e croisade, mourut de la peste le 25 août 1270, à l'âge de 55 ans.

## Historique
Elle est indiquée sur le plan de Jaillot de 1775 sous le nom de « rue des Ormeaux ».
Alignée par ordonnance du 6 mai 1827, elle prend sa dénomination actuelle par arrêté du 26 février 1867.